# جانی وینتر
جان داوسون وینتر سوم (به انگلیسی: John Dawson Winter III) (زادهٔ ۲۳ فوریه ۱۹۴۴  .در گذشته 16 July 2014)خواننده، گیتاریست و تهیه‌کننده موسیقی بلوز اهل آمریکا بود.
او برادر بزرگ‌تر ادگار وینتر دیگر هنرمند موسیقی جَز و بلوز است. آن‌ها که هردو با عارضهٔ آلبینیسم متولد شدند، از دوران کودکی و توسط والدین‌شان با موسیقی آشنا شدند.
جانی وینتر یکی از هنرمندانی بود که در وودستاک ۱۹۶۹ مشارکت داشتند. او در سال ۱۹۸۸ میلادی به تالار مشاهیر بلوز راه یافت. نشریهٔ رولینگ استون در سال ۲۰۰۳ میلادی و در رده‌بندی «۱۰۰ گیتاریست برتر همهٔ دوران» جایگاه ۷۴اُم را به وینتر اختصاص داد.